# Noteriades argentatus
Noteriades argentatus là một loài Hymenoptera trong họ Megachilidae. Loài này được Gerstäcker mô tả khoa học năm 1857.